# Zaporizjzjas kärnkraftverk
Zaporizjzjas kärnkraftverk (ukrainska: Запорізька АЕС) är Europas största kärnkraftverk. Det ligger i Zaporizjzja oblast i Ukraina, vid vattenmagasinet Kachovkareservoaren på floden Dneprs vänstra strand och intill staden Enerhodar, cirka 53 kilometer sydväst om Zaporizjzja. Kraftverket har sex reaktorer med en total elektrisk effekt på 5 700 MW. De första fem togs i bruk 1985–1989 och den sjätte 1996.

## Historik
Kraftverket uppfördes i den dåvarande sovjetrepubliken Ukrainska SSR i Sovjetunionen. Beslut om dess uppförande fattades 1977, och byggnationen började i april 1980. Den första tryckvattenreaktorn av typen VVER-1000 V-320 med en effekt på 950 megawatt hade sin första anslutning till elnätet den 10 december 1984. Reaktor 2, 3 och 4, som alla är av samma typ, togs i drift  mellan 1985 och 1988. Reaktor 5 påbörjades 1985 och togs i drift 1989.
Reaktor 6 påbörjades 1986 och var till stora delar färdigställd 1989. Färdigställande och uppstart fördröjdes av det moratorium för start av nya reaktorer som beslöts av den ukrainska regeringen 1989, mycket beroende på Tjernobyl-olyckan. Moratoriet hävdes 1995 och block 6 togs i kommersiell drift i september 1996.

## Ockupation av kraftverket 2022
Natten till 4 mars 2022 erövrades kärnkraftverket av ryska styrkor, som en del av den pågående ryska invasionen av Ukraina. Vid striderna sköts spränggranater in på kraftverksområdet, vilket orsakade en brand i en utbildningsbyggnad några hundra meter från reaktorerna. Dessutom skadades hjälpsystembyggnaden till reaktor 1, men säkerhetssystemen i byggnaden förblev driftklara.
Ytterligare stridshandlingar skedde senare under sommaren 2022, där bägge sidor anklagade varandra för beskjutning av respektive från kraftverket.
Den 1 september fick ett inspektionsteam från IAEA tillträde till anläggningen. Huvuddelen av delegationen återvände till Wien den 2 september, medan två inspektörer stannar kvar vid kärnkraftverket tills vidare. IAEA publicerade den 6 september en rapport om kärnkraftssäkerheten i Ukraina som inkluderar observationer från besöket vid Zaporizjzjas kärnkraftverk.

## Reaktorer
| Block | Typ             | Netto- effekt | Byggstart  | Första anslutning till nät | Kommersiell drift | Tillstånd till |
| ----- | --------------- | ------------- | ---------- | -------------------------- | ----------------- | -------------- |
| 1     | VVER-1000 V-320 | 950 MWe       | 1980-04-01 | 1984-12-10                 | 1985-12-25        | 2025           |
| 2     | VVER-1000 V-320 | 950 MWe       | 1981-01-01 | 1985-07-22                 | 1986-02-15        |                |
| 3     | VVER-1000 V-320 | 950 MWe       | 1982-04-01 | 1986-12-10                 | 1987-03-05        | 2027           |
| 4     | VVER-1000 V-320 | 950 MWe       | 1983-04-01 | 1987-12-18                 | 1988-04-14        |                |
| 5     | VVER-1000 V-320 | 950 MWe       | 1985-11-01 | 1989-04-14                 | 1989-10-27        | 2031           |
| 6     | VVER-1000 V-320 | 950 MWe       | 1986-06-01 | 1995-10-19                 | 1996-09-17        |                |